# Dialectos del griego antiguo
| Occidentales Dórico Dórico N.O. Dórico aqueo | Centrales Eólico Arcadochipriota | Orientales Ático Jónico |

| Occidentales Dórico Dórico N.O. Dórico aqueo | Oriental Ático-Jónico |

Los dialectos del griego antiguo (Αρχαιοελληνικές διάλεκτοι) son las variedades que componían la etapa de este idioma denominado griego antiguo. Durante la Grecia arcaica y clásica, antes de que se desarrollara el griego koiné del período helenístico, no existía una única lengua literaria y normativa. Por este motivo, lo que se llama griego antiguo era un conjunto de lenguas y dialectos más o menos mutuamente inteligibles, si bien no todos existieron a la vez ni tenían la misma importancia. 
Muchas de estas variedades son sólo conocidas a través de inscripciones que utilizan los diferentes alfabetos griegos arcaicos. Sin embargo, las variedades más prestigiosas, el griego eólico, dórico y jónico, también se conocen a través de obras porque aparecen en el canon literario junto al griego ático, que era la forma literaria dominante.
Del mismo modo, el griego moderno también está dividido en varios dialectos, casi todos derivados del griego koiné.

## Origen
- El dialecto conocido más temprano es el micénico, variedad suroriental atestiguada en las tablillas de Lineal B de la civilización micénica de la Edad de Bronce Tardía (2.º milenio a. C.). La distribución clásica de dialectos proviene de las migraciones de la Edad de Hierro temprana tras el colapso micénico. Hablantes micénicos viajarían a Chipre mientras otros se quedaron tierra dentro en Arcadia, dando lugar al arcadio-chipriota, el  único dialecto cuyo precedente de la Edad de Bronce conocemos. Los otros dialectos deben de estar precedidos por otras formas anteriores pero su relación con el micénico no está descubierta.
- El eólico tenía tres subdialectos. El lésbico, en la isla de Lesbos y costa occidental de Asia Menor al norte de Esmirna y los otros dos, boecio y tesalio, en el noreste de la península griega (en Boecia y Tesalia).
- El dialecto arcadio-chipriota desciende de la lengua que se hablaba en el Peloponeso durante la época micénica. Perduró en la región de Arcadia, que se vio libre de la invasión doria, y fue llevado a Chipre por colonos arcadios. No se usó en obras literarias y tampoco debe confundirse con el griego chipriota moderno.
- La invasión dórica extiende el dórico desde una ubicación incierta al noroeste de Grecia hacia la costa del Peloponeso; como Esparta, a Creta y a las partes más al sur de la costa oeste de Asia Menor. El griego noroccidental se clasifica o por separado o dentro del dórico. El macedonio se considera como otro dialecto griego diferente, aunque posiblemente relacionado al dórico o noroccidental.[2][3][4][5][6][7]
- El jónico se hablaba a lo largo de la costa oeste de Asia Menor, incluyendo Esmirna y más al sur, así como Eubea.  Las obras de Homero, La Ilíada y LaOdisea, fueron escritas en el llamado griego homérico (o griego  épico), mezcla temprana de griego oriental con características jónicas y eólica.  Por su parte, el griego ático, dialecto hijo o hermano del jónico, sería por siglos la lengua de Atenas y debido a que fue adoptado en Macedonia antes de las conquistas de Alejandro Magno y a la consecutiva ascensión del helenismo, acabaría convirtiéndose en el “dialecto” estándar que finalmente evolucionó en la koiné.